# Michał Plaskiewicz
Michał Plaskiewicz (ur. 1 listopada 1983 w Toruniu) – polski hokeista, trener.

## Kariera
- TKH Toruń (2002-2010])
- Ciarko KH Sanok (2010-2011)
- Nesta Mires Toruń (2011-2019)

Wychowanek klubu Towimor Toruń. Od 2011 ponownie zawodnik toruńskiego klubu. W trakcie kariery zyskał pseudonim Plaster.
Po zakończeniu kariery zawodniczej został asystentem trenera KH Energa Toruń w sezonie PHL 2019/2020. W tym charakterze pracował nadal w edycji PHL 2020/2021, a na początku stycznia 2021 ogłoszono jego odejście z tego stanowiska.

## Sukcesy
Klubowe
- Puchar Polski: 2010 z Ciarko KH Sanok
- Złoty medal I ligi: 2018 z Nestą Mires Toruń

Indywidualne
- Puchar Polski w hokeju na lodzie 2010: najlepszy bramkarz turnieju finałowego